# Manoir de l'Eyrial
Le manoir de l’Eyrial est une demeure d’Argentat-sur-Dordogne, en Corrèze, bâtie au XVe siècle sur les fondations d’une tour de guet du XIIe siècle. Inscrits aux monuments historiques (façades et toits) en 1968, elle serait la maison la plus ancienne de la ville.

## La demeure
Situé sur la place de l’église, le manoir a deux entrées : une rue du Teil, une directement sur la place, via un petit jardin suspendu. La bâtisse est caractérisée par sa tour pentagonale, de pierre jusqu’au premier étage, puis à colombages (bois et chaux) à partir du deuxième étage.

## Historique

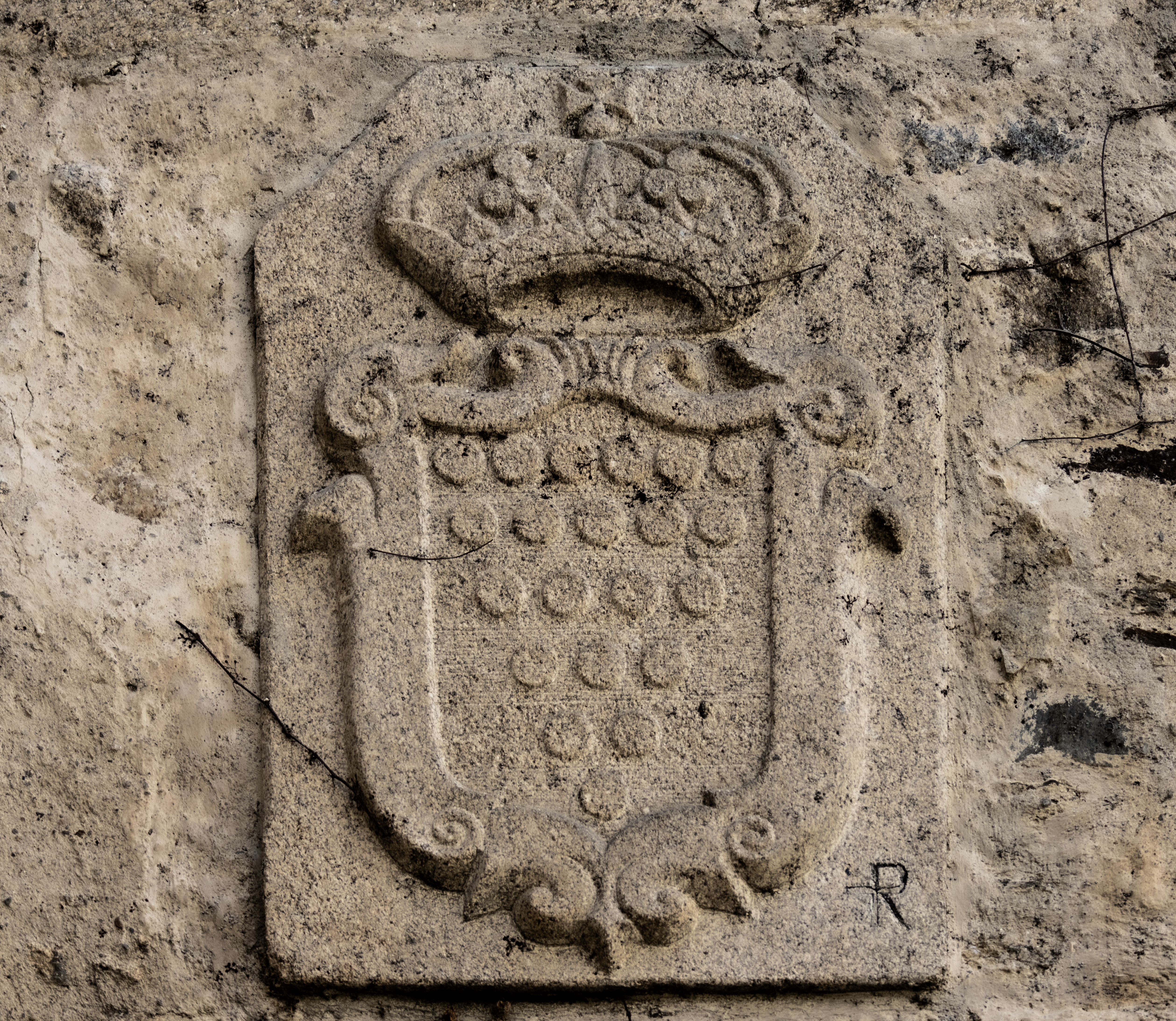
Pierre gravée représentant les armes des Barons de Miceli, au-dessus de l'entrée du manoir de l'Eyrial, côté rue du Teil.

Une date gravée sur un linteau en pierre indique que la bâtisse principale a été élevée en 1457. À cette période, elle appartenait au doyen de Carennac. L’Eyrial a par la suite été rénové en 1606, époque durant laquelle la maison servait de maison consulaire et de siège pour les officiers de la juridiction. 
En 1754, le bandit Louis Mandrin aurait incendié la tour du manoir. Des traces de cet incendie sont encore visibles à sa base. Par suite de cet incendie, la bâtisse fut restaurée une nouvelle fois.
Depuis la moitié du XXe siècle, elle est la demeure des barons de Miceli (famille noble de Sicile, d’origine vénitienne) dont les armes ornent l’entrée rue du Teil, sur une pierre gravée.
Son toit de lauzes, traditionnel du pays, et la tour ont été rénovés fin 2021 et début 2022. C’est à l’occasion de ces travaux qu’ont été découvertes les fondations de la tour de guet du XIIe siècle, qui servait probablement à surveiller la Dordogne en contrebas, et ses échanges commerciaux. 

Comme le veut la tradition, le nouvel épi de faîtage installé lors de ces travaux de rénovation contient un chapelet et un mot destiné aux futures générations qui devront à leur tour rénover la tour :

« Du haut de cette tour où nous sommes aujourd’hui réunis, nous vous bénissons ce jour, vous qui par votre présence aussi, perpétuez l’amour de ces nobles matériaux, pierres, bois et lauze. »

— Pascal, Baron de Miceli